# 陳九成 (萬曆甲戌進士)
陳九成（1543年—？），字子韶，號信斋，河南開封府杞縣人，軍籍，明朝政治人物、進士出身。

## 生平
隆庆元年（1567年）丁卯科河南鄉試第四十一名，萬曆二年（1574年），登甲戌科會試第二百七十一名，第三甲第三十名進士。任南直隶吴江县知县，赐文林郎。在任时，破除陋俗，秉公执法。在任九个月，患背疽去世。

## 家族
曾祖父陳福；祖父陳鈔；父陳軾，曾任恩例冠帶。母俞氏。具庆下。